# Pawieł Czerenkow
Pawieł Aleksiejewicz Czerenkow (ros. Павел Алексеевич Черенков; ur. 15 lipca?/28 lipca 1904 w miejscowości Nowaja Czigła koło Woroneża, zm. 6 stycznia 1990 w Moskwie) – rosyjski fizyk, noblista, Bohater Pracy Socjalistycznej (1984).
Od 1930 roku był pracownikiem Instytutu Fizyki Akademii Nauk ZSRR, a od 1953 roku jako profesor fizyki eksperymentalnej Instytutu Inżynieryjno-Fizycznego w Moskwie; od 1951 członek Akademii Nauk ZSRR.

## Życiorys
W 1935 został starszym pracownikiem naukowym Instytutu Fizyki im. Lebiediewa w Moskwie, w 1936 obronił pracę doktorską, w latach 1941–1943 pracował w Kazaniu, dokąd ewakuowano instytut, 1944–1947 był sekretarzem naukowym Instytutu Fizyki, w 1946 został przyjęty do WKP(b). W 1940 otrzymał tytuł doktora habilitowanego, a w 1953 profesora, w latach 1959–1988 kierował laboratorium Instytutu, w 1970 został członkiem rzeczywistym (akademikiem) Akademii Nauk ZSRR.
Badając luminescencję roztworów soli uranu pod działaniem promieni gamma odkrył w roku 1934 promieniowanie, nazwane później promieniowaniem Czerenkowa (jego naturę opisali w roku 1937 Ilja Frank i Igor Tamm). Czerenkow pracował wówczas pod kierownictwem Siergieja Wawiłowa, dlatego w Rosji promieniowanie określane jest często mianem Czerenkowa-Wawiłowa. W roku 1958 otrzymał Nagrodę Nobla w dziedzinie fizyki (wraz z I. Frankiem i I. Tammem). Był również laureatem m.in. Nagrody Stalinowskiej (dwukrotnie, w 1946 i 1951) oraz Nagrody Państwowej ZSRR (1977).